# Майкл, Шон Кэмерон
Шон Кэ́мерон Майкл (англ. Sean Cameron Michael, род. 24 декабря 1969, Кейптаун) — южноафриканский актёр.

## Биография
Майкл родился в Кейптауне, ЮАР. Будучи англоязычным от рождения, Майкл также свободно говорит на африкаансе. Он начал интересоваться актёрской игрой в двенадцать лет, после того, как появился в нескольких мюзиклах.
После окончания школы Майкл отслужил два обязательных года прослужил в Южно-Африканских силах обороны в Почефструме как пехотинец. После смены нескольких работ на полдня (официант и шеф-повар в том числе), он решил стать актёром и певцом.

## Избранная фильмография
- Стрелок
- Цари и пророки
- Скорпион
- Мыслить как преступник: За границей
- Спасение
- Челленджер
- Чёрные паруса
- Непокорённый
- Пропащие ребята 3: Жажда
- Крузо
- 24: Искупление
- Бермудский треугольник
- Кровавая езда